# Hebesuncus
Genre
Hebesuncus est un genre de tardigrades de la famille des Ramazzottiidae.

## Liste des espèces
Selon Degma, Bertolani et Guidetti, 2014 :
- Hebesuncus conjungens (Thulin, 1911)
- Hebesuncus mollispinus Pilato, McInnes & Lisi, 2012
- Hebesuncus ryani Dastych & Harris, 1994
- Hebesuncus schusteri (Dastych, 1984)

## Publication originale
- Pilato, 1987 : Revision of the genus Diphascon Plate, 1889, with remarks on the subfamily Itaquasconinae (Eutardigrada, Hypsibiidae). Collana U.Z.I. Selected Symposia and Monographs, no 1, p. 337-357.